# Postępowanie sądowe
Postępowanie sądowe, proces sądowy – zbiorcza nazwa dla postępowań odbywających się przed niezawisłymi i niezależnymi organami – sądami, w odróżnieniu od postępowań odbywających się przed innymi organami, np. postępowanie administracyjne przed zawisłymi organami administracji publicznej, a także faz pozasądowych szerszego postępowania, np. postępowanie przygotowawcze w procesie karnym.
Wyróżnić można następujące rodzaje postępowań sądowych:
- postępowanie cywilne
- postępowanie karne
- postępowanie administracyjnosądowe
- postępowanie egzekucyjne
- postępowanie w sprawach o wykroczenia.

Szczególnymi postępowaniami sądowymi lub quasi-sądowymi są postępowania:
- polubowne przed sądem arbitrażowym
- przed kolegium do spraw wykroczeń (1951–2001)
- przed Trybunałem Konstytucyjnym
- przed Trybunałem Stanu
- dyscyplinarne przed sądami dyscyplinarnymi samorządów zawodowych.

Według kanonu 1400 Kodeksu prawa kanonicznego Kościoła rzymskokatolickiego przedmiotem postępowania sądowego jest dochodzenie lub obrona uprawnień osób albo stwierdzenie faktów prawnych, albo wymierzenie bądź deklaracja kary za przestępstwo (spory spowodowane aktem władzy administracyjnej podlegają kompetencji podmiotu przełożonego lub trybunału administracyjnego).